# كريم السماوي
كريم السماوي هو كاتب وروائي عراقي، من مواليد سماوة عام 1951م.

## سيرة ذاتية
ولد كريم السماوي عام 1951م في سماوة بالعراق، وتخرج من قسم اللغة العربية في جامعة بغداد، وسافر إلى يوغسلافيا في منتصف السبعينيات للدراسة، وكتب هناك روايته «سلوبودان». بدأ حياته الأدبية صحفياً في الكويت خلال سبعينيات القرن الماضي، حيث عمل في مجلة «صوت الخليج» قبل أن ينتقل للعيش في دبي خلال تسعينيات القرن الماضي، ثم انتقل إلى السويد وأقام في مالمو، ومن ثم في ألمانيا حيث توفي في كارلسروه يوم الثلاثاء 9 فبراير 2021م. وقد أثرى الراحل الصحافة الثقافية العربية بعشرات المقالات الأدبية أبرزها زاويته الأسبوعية «روايات خالدة» التي كان ينشرها في ملحق «بيان الكتب» الذي كانت تصدره جريدة البيان في دبي طيلة 20 عاماً. وكان كريم السماوي رئيساً لإتحاد الكتاب العراقيين في السويد.

## أعماله
كتب كريم السماوي العديد من الكتب، أبرزها:
- كتاب «رحلة مع الصحافة الكويتية»، عام 1984م.
- رواية «سلوبودان» عام 1988م؛ تدور أحداثها بين يوغسلافيا ولبنان.
- المجموعة القصصية «نغم تعشق الوقواق» عام 2005م؛ تحتوي هذه المجموعة على الكثير من الأحداث عن العراق.
- «اللعبة المُحكمة»، الصادرة عن فاشين ميديا عام 2011م[3]، وتدور أحداثها في السويد.
- كتاب «مائة رواية ورواية»؛ ويضم هذا الكتاب ملخصات للروايات العالمية التي تركت بصمة في الأدب الإنساني ونشرت عبر عشرات الحلقات في البيان.

كما له مسرحيتان معدتان للطبع «سفينة السلام»، و«غربة في غربة»، وله من الكتب التي لم تنشر حسب تصريح قاله خلال إحدى ندواته في مالمو «100 قصة وقصة» من عالم الانترنيت.